# Thurston Gardens
Thurston Gardens é o jardim botânico de Fiji. O local costumava ser conhecido como Jardim Botânico de Suva mas seu nome foi mudado em homenagem ao quinto governador de Fiji, Sir John Bates Thurston, que ocupou o cargo de fevereiro de 1888 a março de 1897. O Thurston Gardens está localizado no centro de Suva, entre o Albert Park e a Casa do Governo.

## História
O Thurston Gardens foi construído no local da cidade original de Suva, que foi incendiada em 1843 em uma das lutas mais sangrentas da história de Fiji. Muitos dos habitantes foram mortos e comidos pelo povo de Rewa. Em 1879, Sir John Thurston convidou e pediu ao botânico John Horne, então diretor de Florestas e Jardins Botânicos nas Ilhas Maurício, para visitar e fazer recomendações para um Jardim Botânico. Os jardins foram originalmente chamados de Jardim Botânico de Suva, mas foram renomeados em 1976 em memória de Sir John Thurston. Em 1913, o local foi reorganizado, e os esgotos foram colocados no subsolo. Também foram plantadas 101 palmeiras e 39 samambaias arbóreas. A Torre do Relógio e a arquibancada foram construídas em 1918 em memória do primeiro prefeito de Suva. O Museu de Fiji ocupa hoje o prédio que foi construído nos terrenos do Jardim Botânico em 1955.
O Museu de Fiji está atualmente cuidando dos jardins. Embora muitos dos edifícios e artefatos pareçam precisar de atenção, os jardins ainda são regularmente apreciados pela população de Suva durante o dia. Espalhadas pelo terreno estão variedades de palmeiras, gengibres, nenúfares e outras floras locais.